# Amédée Degreef
Pour les articles homonymes, voir Degreef.
Amédée Degreef ou De Greef, né à Bruxelles le 27 octobre 1878 et mort à Ixelles le 26 décembre 1968, est un peintre belge. 
Son champ pictural couvre les paysages,  les marines, les intérieurs, les natures mortes et les portraits.

## Biographie

### Famille
Amédée (Amédée Edouard) Degreef, né à Bruxelles, rue Blaes no 43, le 27 octobre 1878, est le fils de l'artiste peintre Jean-Baptiste Degreef (1852-1894) et de Thérèse Catherine Plisnier (1853), mariés à Bruxelles en 1876.
Amédée Degreef épouse à Ixelles le 22 décembre 1906 Alice Van Haecht, artiste peintre, née à Anderlecht le 29 avril 1882, dont il a une fille, Alice Susanne, dite Suzanne, Degreef, née à Ixelles le 21 janvier 1908.

### Formation
Initialement, Amédée Degreef est l'élève de son père, avant de devenir étudiant à l'Académie royale des beaux-arts de Bruxelles.

### Carrière
Amédée Degreef devient, en 1900, membre de l'association des artistes bruxellois Le Sillon, créé en 1893. Les créateurs de ce cercle désirent un retour vers la peinture traditionnelle, vers la riche tradition réaliste flamande et prônent une peinture représentant directement la nature. Leur but est le naturalisme. 

### Mort
Amédée Degreef meurt, à l'âge de 90 ans, à Ixelles, le 26 décembre 1968.

## Œuvres

### Caractéristiques et réception critique
Ses paysages de la forêt de Soignes, de l'Escaut et de la mer du Nord sont teintés d'une facture lyrique intimiste, frémissante de lumière. En 1900, lorsqu'il expose pour la première fois au Sillon, il est déjà considéré comme possédant l'intuition du style et de la personnalité du site, servi par une facture sincère et déjà vigoureuse. L'année suivante, sa facture est jugée robuste et décidée, ses études de forêt imprégnées de sévère poésie, tenues dans des harmonies graves, indiquant sa volonté de continuer la tradition des peintres de l'École de Tervueren. Progressivement, sa signature personnelle tend à se définir par rapport au modèle paternel.

### Expositions
- Exposition du cercle Le Sillon (VII) ouverte le 10 novembre 1900 au Musée moderne[7].
- Exposition du cercle Le Sillon (VIII) ouverte le 9 novembre 1901 au Musée moderne[8].
- Exposition du cercle Labeur (V) : du 4 octobre au 2 novembre 1902 : des paysages[10].
- Salon de Bruxelles de 1903.
- Exposition du cercle Le Sillon (X) ouverte le 7 novembre 1903 au Musée moderne[11].
- Exposition du cercle Le Sillon (XI) ouverte le 5 novembre 1904 au Musée moderne : Motif de Klemskerke et d'autres paysages[12].
- Exposition du cercle Le Sillon (XII) ouverte le 4 novembre 1905 au Musée moderne : Grand saule de Stockel et d'autres paysages de sites brabançons et du littoral[9].
- Exposition internationale de peintres de la Campine, à Mol, en août 1907 : Femmes rinçant du linge[13].
- Exposition du cercle Le Sillon (XV) ouverte le 7 novembre 1908 au Musée moderne : Jeune mère, Profil et Barques de pêche[14].
- Exposition du cercle Le Sillon (XVIII) ouverte le 4 novembre 1911 au Musée moderne : Dans les choux, Primevères et anémones[15].
- Exposition des peintres de la Forêt de Soignes, au restaurant Mignolet du Prieuré du Rouge-Cloître en septembre 1912[16].
- Salon d'automne à Bruxelles ouvert au Musée moderne du 2 octobre au 26 novembre 1915 : La Cuisine[17].
- Exposition du cercle Le Sillon (XXI), ouverte en novembre 1923, boulevard du Régent à Bruxelles[18].
- Exposition du cercle Le Sillon (XXII), ouverte en novembre 1924[19].
- Salon d'automne à Bruxelles ouvert au Eddys's Art studio en novembre 1925 : Coin de jardin[20].
- Exposition aux Galeries nouvelles de Bruxelles de décembre 1925 au 19 janvier 1926[21].
- Exposition rétrospective Amédée Degreef à Bruxelles en 1978[22]

### Collections muséales
- Musée royal des Beaux-Arts d'Anvers : Vase avec roses, sans date, inventaire no 3246, format 58,5 × 48,5cm, huile sur toile[23].
- Musée Jakob Smits : Moulin à eau campinois, sans date, inventaire no 0495, format 54 × 69cm, huile sur toile[24].

## Distinction
- Chevalier de l'ordre de la Couronne[6].